# Chandler (Oklahoma)
Chandler è un comune degli Stati Uniti d'America, capoluogo della Contea di Lincoln, nello Stato dell'Oklahoma.